# Fabulosos João e Maria
Fabulosos João e Maria é um filme de animação brasileiro de 2025 dirigido por Arnaldo M. Galvão, que apresenta uma releitura contemporânea do clássico conto infantil "João e Maria".

## Premissa
Na trama, os irmãos João e Maria residem em uma casa alugada na periferia de uma grande cidade e aspiram a um futuro melhor para melhorar a situação financeira da família. Após serem despejados pelo proprietário mal-intencionado, eles fogem para uma floresta encantada para evitar serem levados a um reformatório. Na floresta, encontram avós espirituais que prometem guiá-los de volta para casa, mas, para isso, precisam enfrentar uma bruxa malvada.

## Elenco
- Danilo Diniz como João
- Beta Cinalli como Maria
- Francisco Freitas como Major Nelson
- Sidney César como Pai de João e Maria
- Rita Almeida como Mãe de João e Maria
- Mauro Castro como Avô Jomar
- Alex Minei como Big Bang
- Claudia Victória como Brunette Star
- Cassiano Ávila como Dom Ratón
- Glaucia Fransh como Purse Cat
- Tininha Godoi como Lady Batty
- Elisa Villon como Aranha 01
- Stela Sayuri como Aranha 02
- Vagner Santos como General Thompson
- Claudia Victória como Rita
- Helio Santos como Comissário Jordan
- Cleber Martins como Sargento Smith
- Tânia Parma como Pipa
- Roberto Moreno como Pipo
- Vanessa Scorsoni como Vanessa
- Luciana Minei como Elaine
- Carlos Falat como Aroldo
- Glaucia Fransh como Gata de Bolsa
- Helio Santos como Oficial Odete
- Thiago Guimarães como Locutor
- Carlos Falat como Ratinho 01
- Alex Minei como Ratinho 02
- Roberto Moreno como Ratinho 03
- Luciana Minei como Ratinha 01
- Elisa Villon como Ratinha 02

## Produção
O filme foi concebido como uma subversão do conto original, oferecendo uma abordagem atual e provocadora destinada a entreter tanto crianças quanto adultos. Flavio de Souza e Arnaldo Galvão foram responsáveis pelo desenvolvimento do roteiro, buscando adaptar a narrativa clássica para um contexto urbano contemporâneo.

### Desenvolvimento
A produção de Fabulosos João e Maria teve início em 2002, sob a direção e produção de Arnaldo Galvão. Buscando desenvolver a ideia, ele apresentou a sinopse do projeto a Flávio de Souza, que na época trabalhava em uma adaptação teatral fiel ao conto clássico de João e Maria no Teatro Municipal. Diferente dessa abordagem tradicional, Galvão desejava reinventar a história, focando em uma narrativa que abordasse a negligência infantil em um contexto contemporâneo. A parceria entre os dois resultou no desenvolvimento do roteiro, que em 2008 foi selecionado para o Laboratório de Roteiro SESC-Rio. O projeto recebeu seu primeiro edital de financiamento em 2015, mas os recursos só foram disponibilizados três anos depois. A produção foi concluída em 2022, já após a pandemia.
Na versão criada por Flávio de Souza e Arnaldo Galvão, João e Maria acabam fugindo para uma floresta encantada após perderem sua casa, tentando escapar de serem enviados a um reformatório. Durante essa jornada, encontram avós espirituais que os auxiliam a retornar para casa, mas antes precisam enfrentar uma bruxa malvada.
Galvão destaca que a temática do abandono infantil, já abordada no conto dos Irmãos Grimm no século XVIII, continua sendo relevante em diversas partes do mundo, incluindo o Brasil. Por ser um assunto delicado para um filme infantil, ele optou por construir a história com elementos de aventura e humor, incorporando um rato como personagem central e transformando a bruxa em uma figura carismática, que simboliza a degradação da família ao mesmo tempo em que se torna alguém bem recebido em seus lares.

## Lançamento
Fabulosos João e Maria foi exibido no 45º Festival Guarnicê de Cinema, realizado entre 23 e 30 de setembro de 2022, na Mostra Jovem, destinada ao público jovem. Ao longo de sua trajetória em festivais, o filme foi exibido em mais de 50 eventos voltados à animação e conquistou 18 prêmios principais. Posteriormente, o filme entrou em cartaz em circuitos comerciais, a partir de 6 de fevereiro de 2025, como no Estação Net Gávea, no Rio de Janeiro, com sessões aos finais de semana. O filme esteve também em São Paulo, Belo Horizonte, Salvador e Brasília, além de outras cidades do interior do país.